# Herolde des Evangeliums

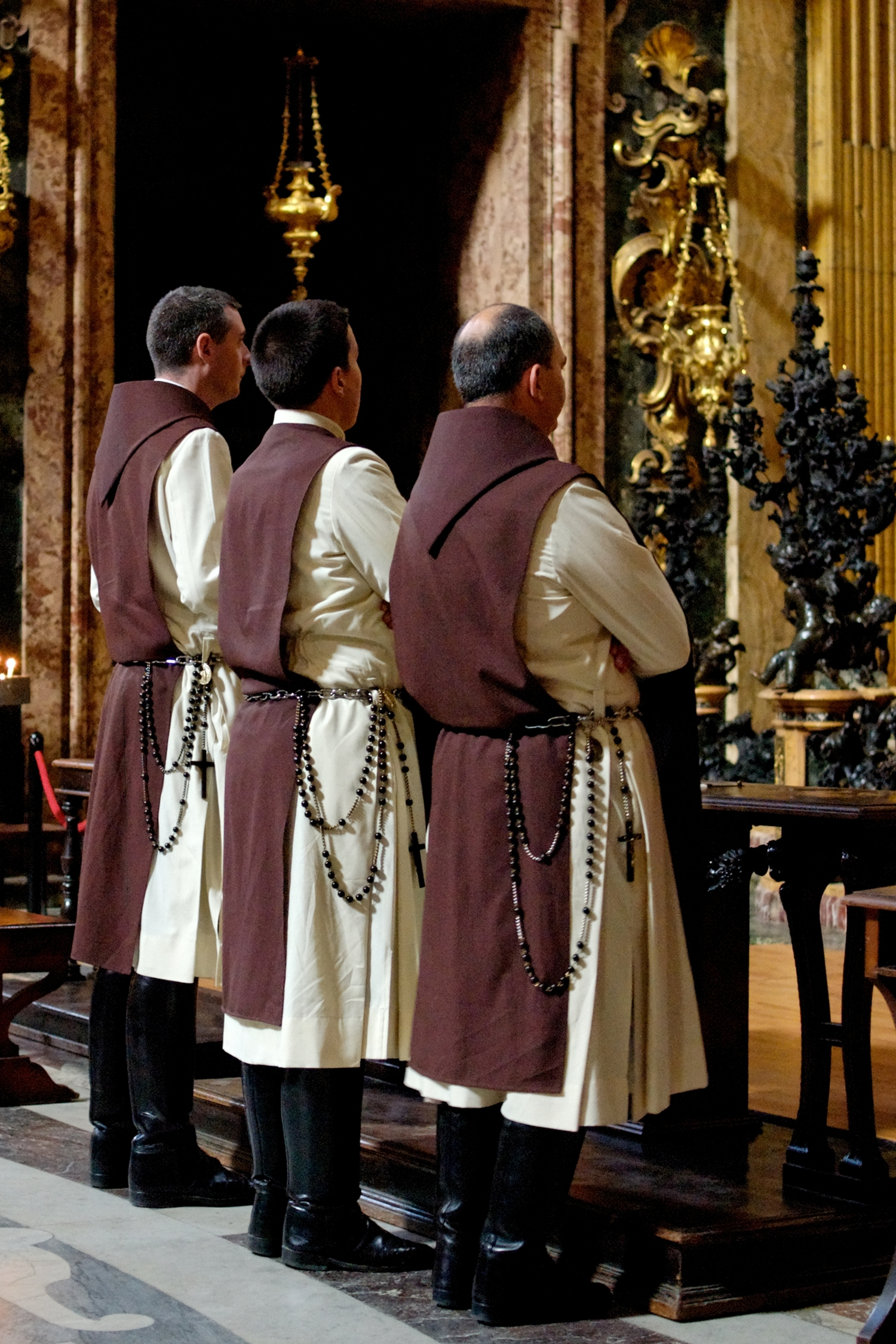
Herolde des Evangeliums in Il Gesù, Rom

Herolde des Evangeliums (portugiesisch Arautos do Evangelho; lateinisch Evangelii Præcones; Ordenskürzel: EP) nennt sich eine in Brasilien gegründete internationale Vereinigung päpstlichen Rechts, die als neue geistliche Gemeinschaft Neuevangelisierung betreibt. Ihre Mitglieder leben zölibatär, widmen sich ganz dem Apostolat und leben in Häusern nach Männern und Frauen getrennt.

## Geschichte
Die Herolde des Evangeliums wurden von João Scognamiglio Clá Dias gegründet und am 22. Februar 2001 als internationale Gemeinschaft päpstlichen Rechts von Papst Johannes Paul II. anerkannt. Die Herolde werden als geistliche Gemeinschaft eingeordnet. Vorläufer war eine Gruppe aus Brasilien, „Tradition, Familie und Eigentum“.
Die Gemeinschaft hat Niederlassungen in 57 Ländern. Seit 2003 ist die römische Kirche San Benedetto in Piscinula den Herolden des Evangeliums anvertraut. In Deutschland waren die Herolde für kurze Zeit im Bistum Regensburg aktiv.

## Evangelisierung
Ihr Charisma ist die Neuevangelisierung, besonders eng ausgerichtet an den Weisungen Roms bzw. der Päpste. Hierzu gehört z. B. die Verbreitung des Brauchs der Wandermadonna. Ihre Spiritualität ist eng mit der Privatoffenbarung von Fatima verknüpft, so dass meist eine Fatima-Muttergottes als Wandermadonna verwandt wird. In verschiedenen Ländern führen die Herolde Schulen, machen Volksmissionen und haben auch Radio- und Fernsehsender, etwa in Brasilien.
Innerhalb der Herolde wurden zwei Gesellschaften apostolischen Lebens gegründet, die Societas Clericalis Vitae Apostolicae Iuris Pontificii Virgo Flos Carmeli als männlicher Zweig und die Societas Vitae Apostolicae Iuris Pontificii Regina Virginum (Königin der Jungfrauen) als weiblicher Zweig.

## Spiritualität
Die Spiritualität und Grundhaltung der Herolde ruht auf drei Pfeilern: die Liebe zur heiligen Eucharistie, die Verehrung der Jungfrau Maria und die Treue zum Papst.

## Musik
Bedingt durch ihre Herkunft aus Brasilien spielt die Musik eine große Rolle im Leben und dem Apostolat der Herolde, die insbesondere im Rahmen der Evangelisierung eingesetzt wird. Sowohl Choral- als auch Instrumentalmusik wird verwendet. In São Paulo wurde ein großer Chor gegründet und damit u. a. auch die Evangelisationsbemühungen begonnen.

## Kritik, Apostolische Visitation und kommissarische Leitung
Aus der Gemeinschaft ausgetretene Mitglieder berichteten von Machtmissbrauch, Gewissenszwang, irregulärem Exorzismus, Spendensammlungen ohne Erlaubnis des Ortsbischofs, einer übertriebenen Verehrung der Person des Gründers und möglicherweise Fällen von sexueller Gewalt.
Daraufhin erfolgte ab Juni 2017 eine Apostolischer Visitation. Papst Franziskus ernannte am 25. September 2019 Kardinal Raymundo Damasceno Assis zum kommissarischen Leiter der Societas Clericalis Vitae Apostolicae Iuris Pontificii Virgo Flos Carmeli und der Societas Vitae Apostolicae Iuris Pontificii Regina Virginum. Er wurde dabei von José Aparecido Gonçalves de Almeida, Weihbischof in Brasília, und von Schwester Márian Ambrósio, der Generaloberin der Vorsehungsschwestern, unterstützt. Überprüft werden sollte auch das Handbuch der Consuetudines („Gepflogenheiten“) der Herolde, das den Mitgliedern rigide Verhaltensnormen auferlegt. Im August 2021 verfügte die römische Kongregation für die Institute geweihten Lebens und für die Gesellschaften apostolischen Lebens, dass wegen in Heimen der Herolde des Evangeliums festgestellten geistlichen Missbrauchs Minderjährige, die diesen Heimen lebten, zu ihren Familien zurückkehren müssen.
Papst Franziskus bestätigte im Februar 2020 erneut die eingeleitete Visitation und traf dabei auf Widerstand der Vereinigung.

## Einzelbelege
1. ↑  Arautos do Evangelho (Memento vom 5. Februar 2015 im Internet Archive), abgerufen am 22. Januar 2014 (portugiesisch)
2. ↑  Chiesa di San Benedetto in Piscinula, arautos.org, abgerufen am 22. Januar 2014.
3. ↑  Mit der Madonna im Kofferraum. „Herolde des Evangeliums“ auf Missionstour – Station im Altendorfer Pfarrhof, oberpfalznetz.de, 17. Januar 2004.
4. ↑  Website der Virgo Flos Carmeli, abgerufen am 22. Januar 2014 (portugiesisch)
5. ↑  Website der Regina Virginum, abgerufen am 22. Januar 2014 (portugiesisch)
6. 1 2 3  El papa Francisco envía una carta a los Heraldos del Evangelio para que acepten la intervención vaticana. In: Vida Nueva. 3. Februar 2020.
7. ↑  Heraldos del Evangelio: examen vaticano a fondo. In: Vida Nueva. 21. Oktober 2019, abgerufen am 3. Februar 2020.
8. ↑  Vatikan weist Herolde des Evangeliums an, Minderjährige aus Häusern zu entlassen. In: CNA Deutsch. 10. August 2021, abgerufen am 10. August 2021.
9. ↑  Papst bestätigt Intervention bei "Herolden des Evangeliums" Franziskus greift ein auf domradio.de vom 3. Februar 2020, abgerufen am 3. April 2021.